# Đại hội Thể thao Bãi biển châu Á
Đại hội Thể thao Bãi biển châu Á (tiếng Anh: Asian Beach Games, viết tắt là ABG) là một sự kiện thể thao đa môn được tổ chức mỗi hai năm một lần, quy tụ tất cả các vận động viên đại diện cho các quốc gia châu Á. Sự kiện này được bảo trợ và đưa vào lịch hoạt động của Hội đồng Olympic châu Á. Đại hội lần đầu tiên tổ chức tại Bali, Indonesia năm 2008.

## Các quốc gia tham gia
Tất cả 45 quốc gia có Ủy ban Olympic quốc gia được Hội đồng Olympic châu Á công nhận.
- Afghanistan
- Bahrain
- Bangladesh
- Bhutan
- Brunei
- Campuchia
- Trung Quốc
- Hồng Kông
- Ấn Độ
- Indonesia
- Iran
- Iraq
- Nhật Bản
- Jordan
- Kazakhstan
- CHDCND Triều Tiên
- Hàn Quốc
- Kuwait
- Kyrgyzstan
- Lào
- Liban
- Ma Cao
- Malaysia
- Maldives
- Mông Cổ
- Myanmar
- Nepal
- Oman
- Pakistan
- Palestine
- Philippines
- Qatar
- Ả Rập Xê Út
- Singapore
- Sri Lanka
- Syria
- Đài Bắc Trung Hoa
- Tajikistan
- Thái Lan
- Đông Timor
- Turkmenistan
- UAE
- Uzbekistan
- Việt Nam
- Yemen

## Danh sách Đại hội Thể thao Bãi biển châu Á
| Lần thứ | Năm  | Thành phố chủ nhà | Quốc gia chủ nhà | Lễ khai mạc bởi                            | Ngày bắt đầu | Ngày kết thúc | Quốc gia | Đối thủ | Môn thể thao | Nội dung | Đội tuyển hàng đầu | TK.   |
| ------- | ---- | ----------------- | ---------------- | ------------------------------------------ | ------------ | ------------- | -------- | ------- | ------------ | -------- | ------------------ | ----- |
| I       | 2008 | Bali              | Indonesia        | Tổng thống Susilo Bambang Yudhoyono        | 18 tháng 10  | 26 tháng 10   | 41       | 1.665   | 17           | 59       | Indonesia (INA)    | [ 1 ] |
| II      | 2010 | Muscat            | Oman             | Quốc vương Qaboos bin Said al Said         | 8 tháng 12   | 16 tháng 12   | 43       | 1.131   | 14           | 52       | Thái Lan (THA)     | [ 2 ] |
| III     | 2012 | Hải Dương         | Trung Quốc       | Ủy viên hội đồng nhà nước Mã Khải          | 16 tháng 6   | 22 tháng 6    | 43       | 1.336   | 13           | 49       | Trung Quốc (CHN)   | [ 3 ] |
| IV      | 2014 | Phuket            | Thái Lan         | Ủy viên hội đồng tư pháp Surayud Chulanont | 14 tháng 11  | 23 tháng 11   | 42       | 2.335   | 26           | 168      | Thái Lan (THA)     | [ 4 ] |
| V       | 2016 | Đà Nẵng           | Việt Nam         | Thủ tướng Nguyễn Xuân Phúc                 | 24 tháng 9   | 3 tháng 10    | 41       | 2.197   | 14           | 172      | Việt Nam (VIE)     | [ 5 ] |
| VI      | 2020 | Tam Á             | Trung Quốc       |                                            | 26 tháng 11  | 5 tháng 12    |          |         |              |          |                    | [ 6 ] |

## Số lượng huy chương
| Hạng                | Đoàn                    | Vàng | Bạc | Đồng | Tổng số |
| ------------------- | ----------------------- | ---- | --- | ---- | ------- |
| 1                   | Thái Lan (THA)          | 130  | 97  | 91   | 318     |
| 2                   | Việt Nam (VIE)          | 62   | 68  | 70   | 200     |
| 3                   | Trung Quốc (CHN)        | 60   | 55  | 64   | 179     |
| 4                   | Indonesia (INA)         | 42   | 28  | 53   | 123     |
| 5                   | Hàn Quốc (KOR)          | 22   | 35  | 45   | 102     |
| 6                   | Iran (IRI)              | 20   | 21  | 15   | 56      |
| 7                   | Nhật Bản (JPN)          | 14   | 14  | 22   | 50      |
| 8                   | Mông Cổ (MGL)           | 14   | 4   | 13   | 31      |
| 9                   | Kazakhstan (KAZ)        | 13   | 18  | 17   | 48      |
| 10                  | Ấn Độ (IND)             | 12   | 5   | 29   | 46      |
| 11                  | UAE (UAE)               | 11   | 9   | 9    | 29      |
| 12                  | Đài Bắc Trung Hoa (TPE) | 10   | 21  | 29   | 60      |
| 13                  | Qatar (QAT)             | 8    | 3   | 9    | 20      |
| 14                  | Oman (OMA)              | 7    | 5   | 6    | 18      |
| 15                  | Bahrain (BRN)           | 7    | 3   | 1    | 11      |
| 16                  | Malaysia (MAS)          | 6    | 17  | 19   | 42      |
| 17                  | Pakistan (PAK)          | 6    | 14  | 16   | 36      |
| 18                  | Hồng Kông (HKG)         | 6    | 10  | 16   | 32      |
| 19                  | Campuchia (CAM)         | 6    | 6   | 10   | 22      |
| 20                  | Uzbekistan (UZB)        | 6    | 1   | 9    | 16      |
| 21                  | Myanmar (MYA)           | 5    | 11  | 5    | 21      |
| 22                  | Philippines (PHI)       | 5    | 10  | 32   | 47      |
| 23                  | Lào (LAO)               | 5    | 5   | 33   | 43      |
| 24                  | Singapore (SGP)         | 5    | 3   | 12   | 20      |
| 25                  | Kuwait (KUW)            | 4    | 9   | 8    | 21      |
| 26                  | Jordan (JOR)            | 4    | 7   | 7    | 18      |
| 27                  | Iraq (IRQ)              | 4    | 6   | 12   | 22      |
| 28                  | Syria (SYR)             | 4    | 3   | 8    | 15      |
| 29                  | Turkmenistan (TKM)      | 3    | 8   | 16   | 27      |
| 30                  | Liban (LBN)             | 2    | 4   | 11   | 17      |
| 31                  | Afghanistan (AFG)       | 2    | 2   | 6    | 10      |
| 32                  | Kyrgyzstan (KGZ)        | 1    | 3   | 7    | 11      |
| 33                  | Brunei (BRU)            | 1    | 2   | 6    | 9       |
| 34                  | Yemen (YEM)             | 1    | 1   | 2    | 4       |
| 35                  | Tajikistan (TJK)        | 1    | 0   | 4    | 5       |
| 36                  | Ma Cao (MAC)            | 0    | 1   | 6    | 7       |
| 37                  | Sri Lanka (SRI)         | 0    | 0   | 6    | 6       |
| 38                  | Bangladesh (BAN)        | 0    | 0   | 3    | 3       |
| 39                  | Maldives (MDV)          | 0    | 0   | 1    | 1       |
| 39                  | Nepal (NEP)             | 0    | 0   | 1    | 1       |
| 39                  | Palestine (PLE)         | 0    | 0   | 1    | 1       |
| 39                  | Ả Rập Xê Út (KSA)       | 0    | 0   | 1    | 1       |
| Tổng số (42 đơn vị) | Tổng số (42 đơn vị)     | 509  | 509 | 731  | 1749    |

## Môn thi đấu
Đại hội bao gồm các bộ môn thể thao biển sau đây: ba môn phối hợp, bơi đường dài, bóng chuyền bãi biển, bóng đá bãi biển, bóng ném bãi biển, bóng gỗ, bóng nước, bóng rổ bãi biển, cầu mây bãi biển, du thuyền, lướt ván buồm, jet ski, thể dục thể hình và đua thuyền rồng.